# Рориш (Санту-Тирсу)
Рори́ш (порт. Roriz) — район (фрегезия) в Португалии, входит в округ Порту. Является составной частью муниципалитета Санту-Тирсу. Находится в составе крупной городской агломерации Большой Порту. По старому административному делению входил в провинцию Дору-Литорал. Входит в экономико-статистический субрегион Аве, который входит в Северный регион. Население составляет 3724 человека на 2001 год. Занимает площадь 5,94 км².